# Прва криза у Тајванском мореузу
Прва криза у Тајванском мореузу (такође позната као криза на Формози, криза у Тајванском мореузу 1954–1955, криза на морским острвима, криза Кемој-Мацу и криза у Тајванском мореузу 1955) био је кратак оружани сукоб између Народне Републике Кине и Републике Кине на Тајвану. Сукоб се фокусирао на неколико група острва у Тајванском мореузу које је држала Република Кина, али су се налазила само неколико километара од континенталне Кине.
Криза је почела када је НР Кина започела тешко бомбардовање на острво Кинмен (Кемој) које је држала Република Кина у септембру 1954. године. Гранатирање је касније проширено на острва Мацу и Дачен. Као одговор, Сједињене Државе и РК су сложиле кинеско-амерички споразум о међусобној одбрани у децембру 1954. године. У јануару 1955. НР Кина је заузела острва Јиђангшан. Касније тог месеца, Резолуцију Формозе одобрила су оба дома Конгреса САД, овлашћујући председника Двајта Д. Ајзенхауера да брани Републику Кину. Америчка морнарица је тада помогла националистима у евакуацији са острва Дачен.
Криза је деескалирала у априлу 1955. након што је премијер Џоу Енлај артикулисао намеру НР Кине да преговара са Сједињеним Државама на Бандуншкој конференцији, а у мају 1955. Народноослободилачка армија је престала да гранатира Кинмен и Мацу. Разговори на нивоу амбасадора између Кине и САД почели су у Женеви у августу 1955. године. Основна питања сукоба остала су нерешена, што је довело до нове кризе три године касније.

## Позадина
Сједињене Државе су признале националистичку (Куоминтангову) владу Чанг Кај Шека као једину легитимну владу за целу Кину. Председник Сједињених Држава Хари С. Труман је 5. јануара 1950. издао изјаву да се Сједињене Државе неће мешати у „грађански сукоб у Кини“ и да неће пружати војну помоћ или савете националистичким снагама на Тајвану.
Како је избио Корејски рат, Сједињене Државе су обновиле војну помоћ Републике Кине и послале Седму флоту америчке морнарице у Тајвански мореуз.
Труман је 27. јуна 1950. издао следећу изјаву:
Напад на Кореју показује ван сваке сумње да је комунизам превазишао употребу субверзије за освајање независних нација и да ће сада користити оружану инвазију и рат. Она је пркосила наредбама Савета безбедности Уједињених нација које су издате ради очувања међународног мира и безбедности. У овим околностима, окупација Формозе од стране комунистичких снага била би директна претња безбедности пацифичког подручја и снага Сједињених Држава које обављају своје законите и неопходне функције у тој области. Шодно томе, наредио сам 7. флоти да спречи сваки напад на Формозу. Као последица ове акције, позивам кинеску владу на Формози да обустави све ваздушне и поморске операције против копна. 7. флота ће видети да се то уради. Одређивање будућег статуса Формозе мора да сачека обнову безбедности на Пацифику, мировно решење са Јапаном или разматрање од стране Уједињених нација.
— Хари Труман
Председник Труман је касније наредио Џону Фостеру Далесу, саветнику за спољну политику америчког државног секретара Дина Ачесона, да изврши своју одлуку о „неутрализацији“ Тајвана у изради Уговора из Сан Франсиска из 1951. (мировни споразум са Јапаном), што је искључило учешће и Републике Кине и НР Кине. Свака легитимна кинеска влада која је самопроглашена била је искључена из споразума зато што је питање кинеске легитимне владе остало нерешено након Другог светског рата и Кинеског грађанског рата, и то се сматрало нерешивом препреком у иначе свеобухватним и мултилатерално корисним мировним преговорима.
Јапан је уговором уступио контролу над Тајваном, али није навео примаоца тајванског суверенитета. Ову ситуацију су користиле присталице независности Тајвана да аргументују свој став да је статус суверенитета Тајвана био неодређен, упркос томе што су се Јапанци већ сложили да врате Тајван Републици Кини путем свог инструмента Потписана предаја на крају рата. Према аутору Џорџу Х. Керу, присталици тајванске независности, у својој књизи "Издана Формоза", политички статус Тајвана био је под поверењем савезничких сила (против Јапана). Била би одговорност Уједињених нација ако се ово не може решити у блиској будућности како је предвиђено мировним споразумом.
Националистичка влада Републике Кине (сада са седиштем на Тајвану) је задржала као свој циљ опоравак контроле над континенталном Кином, а то је захтевало наставак војне конфронтације са комунистима. Труман и његови саветници су тај циљ сматрали неостваривим, али жаљење због губитка Кине због међународног комунизма било је прилично истакнуто у јавном мњењу у то време, а Труманова администрација је критикована од стране антикомуниста због спречавања било каквог покушаја Чанг Кај Шекових снага да ослободе копнену Кину.
Труман, члан Демократске странке, није се кандидовао за реизбор на председничким изборима 1952. године, иако је имао право да то учини. На овим изборима победио је републиканац Двајт Д. Ајзенхауер, генерал из Другог светског рата.
Дана 2. фебруара 1953. нови председник је укинуо блокаду Седме флоте како би испунио захтеве антикомуниста да се „ослободи Чанг Кај Шека“ на континенталну Кину, па је Куоминтангов режим ојачао своју политику затворених лука ваздушне и поморске блокаде страних бродова. на кинеској обали и отвореном мору, док су се активности у вези са приватношћу интензивирале током лета 1953. након смрти Јосифа Стаљина и Корејског споразума о примирју до сумираних до 141 инцидента мешања према извештајима пратње Краљевске морнарице.
Брифинг ЦИА-е од 13. јула 1954. за Белу кућу и НСЦ је указао на повећање осигурања транспорта преко Јужног кинеског мора након инцидента у Туапсеу 23. јуна, и да су одређени међународни бродови били одвраћани на пола пута у Сингапуру, или су морали да промене планове. Ваздухопловство Народноослободилачке армије (НОА) кренуло је на острво Хајнан да би очистило другу транспортну руту кроз луке Јулин и Хуангпу, али је случајно оборило Даглас ДЦ-4 (ВР-ХЕУ) авион Катеј пасифик ервејза са 10 мртвих 23. јула. Након тога су 2 америчка носача авиона, УСС Хорнет и Филипин Си стигли у спасилачку мисију 26. јула и оборили 2 НОА-ина ловца Лавочкин Ла-11. Дана 2. августа, командант НОА у Централној војној комисији (ЦВК), Пенг Дехуај је сазвао извршни састанак како би успоставио тактичку команду у војном региону Источне Кине према директиви председавајућег ЦВК Мао Цедунга да се отвори још један фронт са севера.

## Конфликт
У августу 1954. националисти су поставили 58.000 војника на Кинмен и 15.000 војника на Мацу. Република Кина је почела да гради одбрамбене структуре, а НР Кина је почела да гранатира инсталације Републике Кине на Кинмену. Џоу Енлај, премијер НР Кине, одговорио је декларацијом 11. августа 1954. да Тајван мора бити „ослобођен“. Он је послао Народноослободилачку армију у то подручје и она је почела да гранатира и Кинмен и острва Мацу.
Упркос упозорењима САД против било каквих напада на Републику Кину, пет дана пре потписивања пакта из Маниле, НОА је 3. септембра покренула тешко артиљеријско бомбардовање Кинмена, током којег су убијена два америчка војна саветника. Мао Цедунг је настојао да избегне умешаност Сједињених Држава у сукоб и давао је поновљена наређења да НОА треба да избегава сукобе са америчким снагама код обале.  У новембру, НОА је бомбардовала острва Тачен. Ово је обновило хладноратовске страхове од комунистичке експанзије у Азији у време када Стејт департмент Сједињених Држава није признао НР Кину. Владу Чанг Кај Шека подржавале су Сједињене Америчке Државе јер је Република Кина била део америчке политике обуздавања комунизма која се протезала од Јужне Кореје до све подељеније југоисточне Азије.
НОА је првобитно планирала да нападне острва Јиђангшан крајем 1954, али је одложила напад док су америчке снаге изводиле војне вежбе у тој области.  Дана 18. јануара 1955. НОА је заузела острва. Борбе су настављене на оближњим острвима код обале Џеђијанга, као и око Кинмена и острва Мацу у Фуђену. Дана 29. јануара 1955, Формошку резолуцију одобрила су оба дома Конгреса САД, којом је Ајзенхауер овластио да користи америчке снаге за одбрану Републике Кине и њених поседа у Тајванском мореузу од оружаног напада. Америчка морнарица је тада помогла националистима у евакуацији њихових снага са острва Тачен.
Током кризе, Ајзенхауер је запретио да ће употребити нуклеарно оружје против војних циљева НР Кине у Фуђену. Дана 12. септембра 1954, Заједнички штабови САД препоручили су употребу нуклеарног оружја против континенталне Кине. Дана 2. децембра 1954, Сједињене Државе и Република Кина су се сложиле са кинеско-америчким споразумом о међусобној одбрани, који се није примењивао на острва дуж кинеског копна. Овај споразум је ратификовао Сенат САД 9. фебруара 1955. године. У фебруару 1955. британски премијер Винстон Черчил упозорио је САД да не користе нуклеарно оружје, али је у марту амерички државни секретар Џон Фостер Далес јавно изјавио да САД озбиљно разматрају нуклеарни удар. Као одговор, министри спољних послова НАТО-а су на састанку алијансе упозорили на такву акцију. Крајем марта, амерички адмирал Роберт Б. Карни рекао је да Ајзенхауер планира „да уништи војни потенцијал Црвене Кине“.
На Конференцији у Бандунгу у априлу 1955. Кина је артикулисала својих пет принципа мирољубиве коегзистенције, а премијер Џоу Енлај је јавно изјавио: „Кинески народ не жели да има рат са Сједињеним Државама. Кинеска влада је вољна да седне за разговоре о питању опуштања тензија на Далеком истоку, а посебно о питању опуштања тензија у области Тајвана.“ Месец дана касније, Мао је такође рекао индонежанском премијеру Али Састроамиџојоу да се сви проблеми, укључујући статус Тајвана, могу решити преговорима.  Криза је деескалирала, а САД и Кина су 1. августа 1955. започеле разговоре на амбасадорском нивоу у Женеви. Уследиле су две године преговора са Сједињеним Државама, који су обухватили многа питања, иако није постигнут договор о примарном питању, Тајвану.

## Последице
Неки научници су претпоставили да је НР Кина одустала пред америчким звецкањем нуклеарним оружјем и у светлу недостатка спремности Совјетског Савеза да запрети нуклеарном одмаздом за напад на Кину. Други виде случај као пример ефикасне примене проширеног одвраћања од стране Сједињених Држава. 1. маја НОА је привремено прекинула гранатирање Кинмена и Мацуа. Међутим, основна питања сукоба су остала нерешена, а обе стране су касније изградиле своје војне снаге на својим странама Тајванског мореуза што је довело до нове кризе три године касније.
Ајзенхауерове претње да ће употребити нуклеарно оружје током кризе подстакле су Маоа да започне кинески нуклеарни програм.  Прва кинеска проба нуклеарног оружја одржана је 1964. године, а њена прва успешна проба водоничне бомбе догодила се 1967. године.